# Championnats du monde IBSF 2021
Navigation
Édition précédente Édition suivante

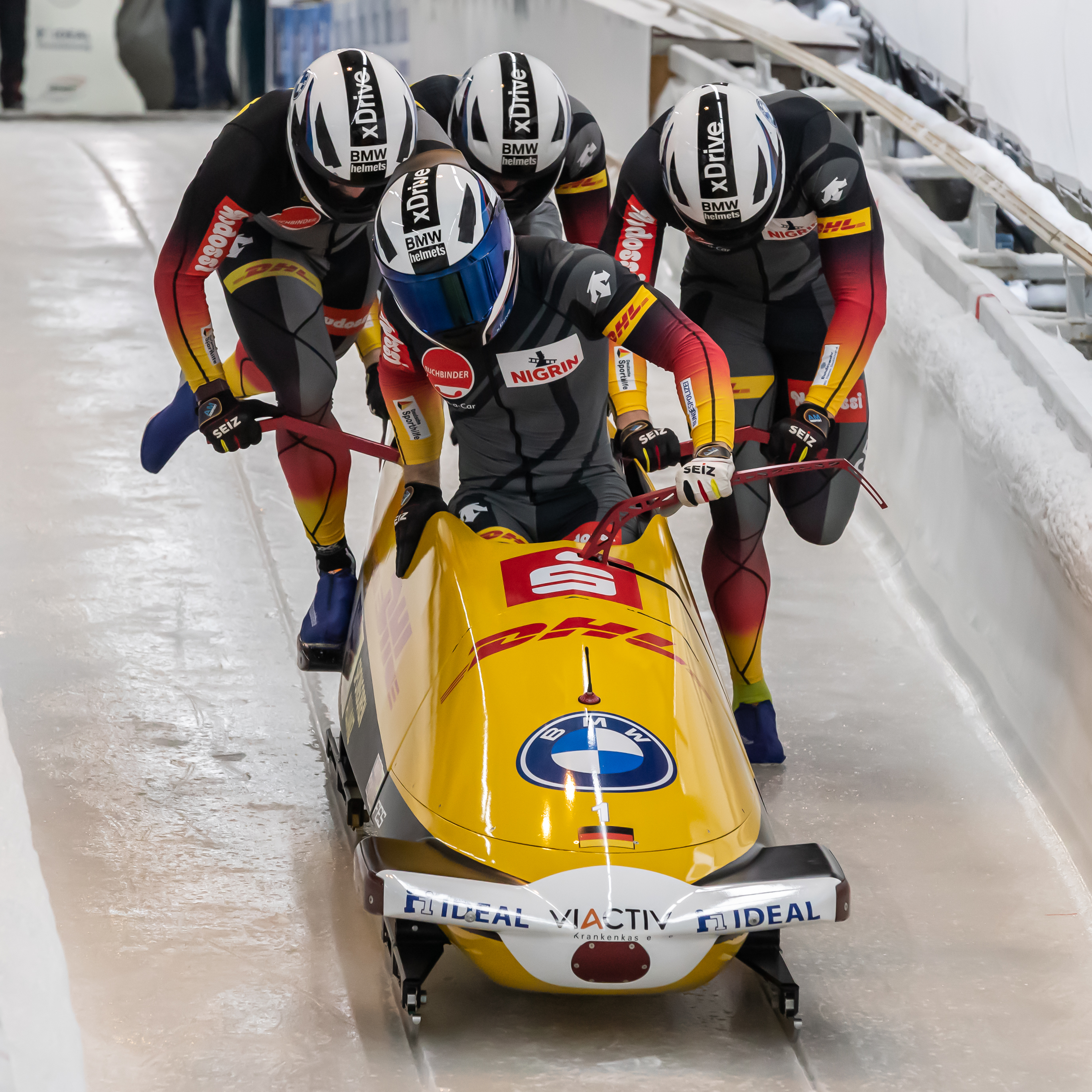
L'équipe composée de Francesco Friedrich, Thorsten Margis, Candy Bauer et Alexander Schüller au départ d'une épreuve des championnats du monde IBS 2021. Février 2021.

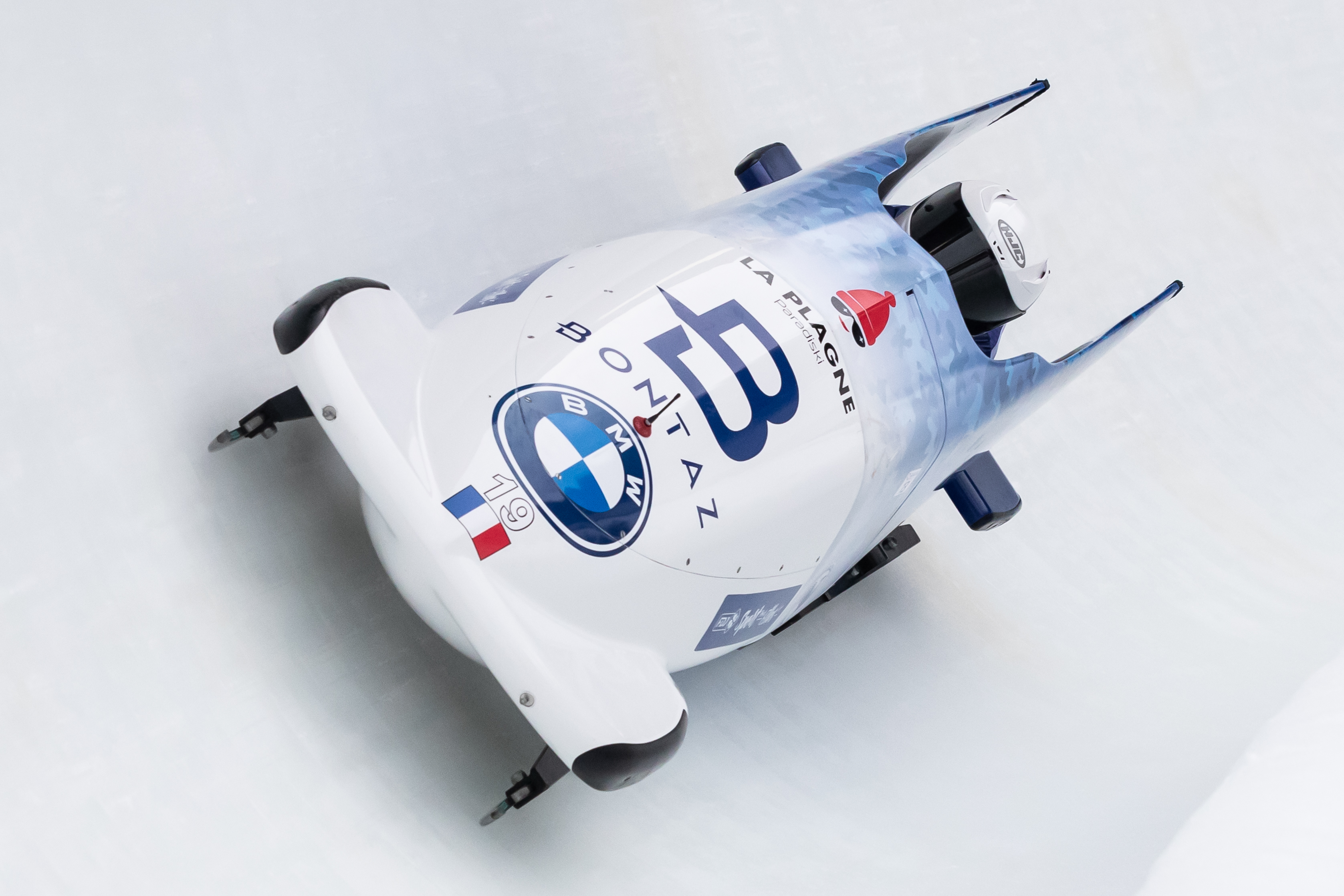
Margot Boch en équipe avec Carla Senechal (France) aux championnats du monde IBSF 2021. Février 2021.

Les Championnats du monde IBSF 2021 se déroulent du 1er février 2021 au 14 février 2021 à Altenberg (Allemagne) sous l'égide de la Fédération internationale de bobsleigh et de tobogganing (IBSF). Il y a sept titres à attribuer au total : quatre en bobsleigh (bob à deux masculin, bob à quatre masculin, monobob féminin et bob à deux féminin), deux en skeleton (individuel masculin et individuel féminin) et enfin un en équipe mixte (bobsleigh + skeleton ou parfois seulement skeleton homme + femme). Il s'agit d'une compétition annuelle (hors année olympique).
La Russie étant bannie par l'Agence mondiale antidopage de toute compétition internationale jusqu'en décembre 2022, les athlètes russes participeront sous le drapeau de leur fédération de bobsleigh et skeleton.

## Calendrier des épreuves
| ent. | Entraînement | c | Course |

| Événements    | Événements     | Calendrier (février) | Calendrier (février) | Calendrier (février) | Calendrier (février) | Calendrier (février) | Calendrier (février) | Calendrier (février) | Calendrier (février) | Calendrier (février) | Calendrier (février) |
| Événements    | Événements     | 5                    | 6                    | 7                    | 8                    | 9                    | 10                   | 11                   | 12                   | 13                   | 14                   |
| ------------- | -------------- | -------------------- | -------------------- | -------------------- | -------------------- | -------------------- | -------------------- | -------------------- | -------------------- | -------------------- | -------------------- |
| Bobsleigh     | Bob à 4 Hommes |                      |                      |                      |                      |                      |                      |                      |                      | c                    | c                    |
| Bobsleigh     | Bob à 2 Hommes |                      | c                    | c                    |                      |                      |                      |                      |                      |                      |                      |
| Bobsleigh     | Bob à 2 Femmes | c                    | c                    |                      |                      |                      |                      |                      |                      |                      |                      |
| Bobsleigh     | Monobob Femmes |                      |                      |                      |                      |                      |                      |                      |                      | c                    | c                    |
| Skeleton      | Hommes         |                      |                      |                      |                      |                      |                      | c                    | c                    |                      |                      |
| Skeleton      | Femmes         |                      |                      |                      |                      |                      |                      | c                    | c                    |                      |                      |
| Épreuve mixte | Épreuve mixte  |                      |                      |                      |                      |                      |                      |                      |                      | c                    |                      |

## Podiums
| Épreuves              | Or                                                                           | Argent                                                              | Bronze                                                                    |
| --------------------- | ---------------------------------------------------------------------------- | ------------------------------------------------------------------- | ------------------------------------------------------------------------- |
| Bob à deux masculin   | Allemagne Francesco Friedrich Alexander Schüller                             | Allemagne Johannes Lochner Eric Franke                              | Allemagne Hans-Peter Hannighofer Christian Röder                          |
| Bob à quatre masculin | Allemagne Francesco Friedrich Thorsten Margis Candy Bauer Alexander Schüller | Autriche Benjamin Maier Dănuț Moldovan Markus Sammer Kristian Huber | Allemagne Johannes Lochner Florian Bauer Christopher Weber Christian Rasp |
| Bob à deux féminin    | États-Unis Kaillie Humphries Lolo Jones                                      | Allemagne Kim Kalicki Ann-Christin Strack                           | Allemagne Laura Nolte Deborah Levi                                        |
| Monobob féminin       | Kaillie Humphries                                                            | Stephanie Schneider                                                 | Laura Nolte                                                               |

| Épreuves        | Or                                          | Argent                                         | Bronze                                 |
| --------------- | ------------------------------------------- | ---------------------------------------------- | -------------------------------------- |
| Skeleton Hommes | Christopher Grotheer                        | BFR Aleksandr Tretyakov                        | Alexander Gassner                      |
| Skeleton Femmes | Tina Hermann                                | Jacqueline Lölling                             | BFR Elena Nikitina                     |
| Équipe mixte    | Allemagne Tina Hermann Christopher Grotheer | Allemagne Jacqueline Lölling Alexander Gassner | BFR Elena Nikitina Aleksandr Tretyakov |

## Tableau des médailles
| Rang  | Nation                        | Or | Argent | Bronze | Total |
| ----- | ----------------------------- | -- | ------ | ------ | ----- |
| 1     | Allemagne                     | 5  | 5      | 5      | 15    |
| 2     | États-Unis                    | 2  | 0      | 0      | 2     |
| 3     | Fédération russe de bobsleigh | 0  | 1      | 2      | 3     |
| 4     | Autriche                      | 0  | 1      | 0      | 1     |
| Total | Total                         | 7  | 7      | 7      | 21    |